# KANIKAPILA
KANIKAPILA（カニカピラ）は、福岡県久留米市で結成された日本の7人組ガールズバンド。所属事務所はキティエンターテインメント、所属レーベルはエピックレコードジャパン。
バンド名の「KANIKAPILA」（カニカピラ）は「音楽やろうよ」という意味のハワイ語。「女チェッカーズ」と呼ばれることもある。

## メンバー
YOSHIKAとAOIは佐賀県鳥栖市、その他は福岡県久留米市出身。
彼女たちの親が同じハワイアンサークルのメンバーであり、メンバーは全員幼馴染、かつYOSHIKAとAOIはいとこにあたる。
- YOSHIKA…ボーカル・ウクレレ・ギター担当。1998年7月24日（26歳） 生まれ。
- LEONA…ボーカル・ギター担当、リーダー。1998年8月20日（26歳）生まれ。
- MIZUHO…ボーカル・ギター担当。2000年3月10日（25歳）生まれ。
- KANA…ベース担当。1999年9月6日（25歳）生まれ。
- NATSUKO…ボーカル・キーボード担当。1999年8月6日（25歳）生まれ。
- AOI…ボーカル・パーカッション担当。1999年11月11日（25歳）生まれ。
- PIPPI…ドラムス担当。2000年1月11日（25歳）生まれ。

## 経歴
2013年5月、LEONA・YOSHIKA・AOIの3名によるバンドと、MIZUHO・NATSUKO・KANA・PIPPIの4名によるバンドが合体する形で結成。このときメンバー全員中学生であった。同年12月12日、「第4回SCANDALコピーバンド/ヴォーカリストコンテスト」においてグランプリに輝く。

2014年3月2日、1st mini album「カニカピラ」をライブ会場および新星堂（九州地方・中国地方）限定で発売。
2015年2月25日、1st single「イッちゃえ!I LOVE YOU!」でメジャーデビュー。
同年7月27日、「カニカピラ」の販売が全国の新星堂及び通販サイトに拡大する。
同年10月28日、2nd single「トラブルメイカー」発売。

2016年4月20日、3rd single「ノンフィクションガール」発売。
同年6月、福岡県選挙管理委員会より第24回参議院議員通常選挙(7月10日投開票)サポーターに任命される。また8月5日には、「くるめふるさと大使」に就任した。
11月23日、4th single「茜さす風」発売。
2017年2月18日、初めてのワンマンライブ「STARTLINE－さいしょのいっぽ―」開催。

その後2017年4月の春休み明けより活動のない状態が続いているが、公式ホームページでは「次の大きなステップに挑戦するために、メンバーひとりひとりが音楽の技術向上、オリジナル作品制作、表現の勉強や特訓の期間を過ごして」いるとしていた。
この間、同年8月にはNATSUKOがソロ活動を開始。翌9月には舞台「小さなカフェの片隅から」にて女優デビューすること、小田憲和が監督を務める映画「翔べない鳥も空を見る。」に出演することが決定した。
同年12月10日をもって無期限活動休止。
これに伴い、オフィシャルウェブサイトが閉鎖された。

## ライブ

### 単独ライブ
| 日程          | タイトル                                                | 会場           |
| ------------- | ------------------------------------------------------- | -------------- |
| 2017年2月18日 | KANIKAPILAワンマンライブ「STARTLINE-さいしょのいっぽ-」 | 福岡・DRUM SON |

## ミュージックビデオ
- KANIKAPILA（カニカピラ）/「イッちゃえ！I LOVE YOU！」Music Video -short ver.-
- KANIKAPILA（カニカピラ） 『夏の日の思い出』Music Video -Full Ver.-
- KANIKAPILA（カニカピラ） 『トラブルメイカー』Music Video -Short Ver.-
- KANIKAPILA（カニカピラ） 『ノンフィクションガール』Music Video -Short Ver.-
- KANIKAPILA（カニカピラ） 『茜さす風』Music Video -Short Ver.-

## 出演

### ラジオ
- KANIKAPILAのもっと!カニカピラジオ(エフエム福岡、2014年4月 - 2016年7月)

### 映画
- 翔べない鳥も空を見る。（natsukoのみ、近藤沙耶役）2018年公開

### 舞台
- トキヲイキル旗揚げ公演「小さなカフェの片隅から」（natsukoのみ）2017年10月25日〜29日天神ベストホールにて上演